# Belisana sandakan
Belisana sandakan är en spindelart som beskrevs av Huber 2005. Belisana sandakan ingår i släktet Belisana och familjen dallerspindlar. Inga underarter finns listade.